# Lena Nyman
Lena Nyman (ur. 23 maja 1944 w Sztokholmie, zm. 4 lutego 2011 tamże) – szwedzka aktorka filmowa i teatralna.
Nyman swój debiut aktorski miała w 1955 roku, a w 1964 roku dostała rolę w filmie 491 w reżyserii Vilgota Sjömana, lecz prawdziwym przełomem w jej karierze okazał się pseudo-dokumentalny film Jestem ciekawa – w kolorze żółtym (szw. Jag är nyfiken – en film i gult), gdzie grała postać o identycznych personaliach jak ona, oraz jego sequel Jestem ciekawa w kolorze niebieskim (szw. Jag är nyfiken – en film i blått). W późniejszym czasie brała udział w wielu filmach i przedstawieniach teatralnych Hansa Alfredsona i Tage Danielssona takich jak Släpp fångarne loss, det är vår!, czy Przygody Picassa (szw. Picassos äventyr). Nyman zagrała wspólnie z  Ingrid Bergman i Liv Ullmann w Jesiennej sonacie (szw. Höstsonaten) w reżyserii Ingmara Bergmana.
W 2004 roku Nyman została odznaczona królewskim medalem Litteris et Artibus, a w 2006 roku wygrała nagrodę Eugene'a O'Neilla.
Nyman zmarła 4 lutego 2011 roku po długiej walce z wieloma chorobami, włączając przewlekłą obturacyjną chorobę płuc i Zespół Guillaina-Barrégo.